# Pete và người bạn rồng
Pete và người bạn rồng (tựa gốc: Pete's Dragon) là một phim điện ảnh phiêu lưu hài-chính kịch kỳ ảo của Mỹ năm 2016 do David Lowery đạo diễn, với phần kịch bản do Lowery và Toby Halbrooks đảm nhiệm còn James Whitaker chịu trách nhiệm sản xuất. Đây là bản remake người đóng của phim điện ảnh hoạt hình/người đóng cùng tên do Malcolm Marmorstein viết kịch bản. Phim có sự tham gia của Bryce Dallas Howard, Oakes Fegley, Wes Bentley, Karl Urban, Oona Laurence và Robert Redford.